# هوفلهوف
هوفلهوف (به آلمانی: Hövelhof) یک شهر در آلمان است که در Paderborn واقع شده‌است. هوفلهوف ۱۵٬۹۵۵ نفر جمعیت دارد.

## خواهرخوانده
شهر Verrières-le-Buisson خواهرخواندهٔ هوفلهوف هست.